# Larry Taylor (Schauspieler)
Larry Taylor (* 13. Juli 1918 in Peterborough, Cambridgeshire, England; † 6. August 2003 in Johannesburg, Gauteng, Südafrika) war ein britischer Schauspieler und Stuntman. In seiner gut 50-jährigen Filmkarriere war er in mehr als 150 Filmen als Schauspieler oder Stuntman zu sehen.

## Leben
Nach seinem Wehrdienst bei der britischen Armee begann Taylor ab Mitte der 1940er Jahre mit dem Schauspiel. Auffallend war er aufgrund seiner Körpergröße und seines markanten Aussehens. Zu Beginn wirkte er hauptsächlich in Monumentalfilmen und Kriegsfilmen mit. Parallel zum Schauspiel arbeitete Taylor auch als Stuntman. So war er 1965 in Geheimnis im blauen Schloß das Stuntdouble von Mario Adorf. Zuletzt hatte er 1995 in The Mangler eine Rollenbesetzung.
Larry Taylor verstarb im Alter von 85 Jahren in seiner Wahlheimat Johannesburg, Südafrika. Sein Sohn Rocky Taylor ist ebenfalls als Stuntman und Schauspieler tätig.

## Filmografie

### Schauspieler
- 1946: Das gefangene Herz (The Captive Heart)
- 1947: Viel Vergnügen (Holiday Camp)
- 1948: König der Unterwelt (No Orchids for Miss Blandish)
- 1948: Die seidene Schlinge (Noose)
- 1949: Das schweigende Dunkel (Silent Dust)
- 1949: Echo der Liebe (The Glass Mountain)
- 1949: Tolle Tage (Cardboard Cavalier)
- 1949: The Case of Charles Peace
- 1949: Geheimwelle 505 (Dick Barton Strikes Back)
- 1949: Männer, Mädchen, Diamanten (Diamond City)
- 1950: Drawing-Room Detective (Kurzfilm)
- 1952: Wings of Danger
- 1952: Vom Täter fehlt jede Spur (Lady in the Fog)
- 1952: The Gambler and the Lady
- 1953: In den Fängen der Unterwelt (3 Steps to the Gallows)
- 1953: Im Schatten des Korsen (Sea Devils)
- 1953: Jonnys neue Heimat (Jonny On The Run)
- 1953: Take a Powder
- 1954: Johnny on the Spot
- 1954: Five Days
- 1954: Duell im Dschungel (Duel in the Jungle)
- 1955: ITV Play of the Week (Fernsehserie, Episode 1x05)
- 1956: Jane Eyre (Fernsehserie)
- 1956: Tales from Soho (Fernsehserie, Episode 1x06)
- 1956: Cloak Without Dagger
- 1956: Alexander der Große (Alexander the Great)
- 1956: Nom-de-Plume (Fernsehserie, Episode 1x03)
- 1956: Breakaway
- 1956: Port Afrika (Port Afrique)
- 1957: Boyd Q.C. (Fernsehserie, Episode 1x05)
- 1957: You Pay Your Money
- 1957: Morgen wirst du mich töten (Kill Me Tomorrow)
- 1957: Sheep's Clothing (Fernsehserie, 5 Episoden, verschiedene Rollen)
- 1957: Die Farm der Verfluchten (Robbery Under Arms)
- 1957: Der Maler von Florenz (Sword of Freedom) (Fernsehserie, Episode 1x39)
- 1958: Dämon Weib (The Gypsy and the Gentleman)
- 1958: Carve Her Name with Pride
- 1958: Time Is the Enemy (Fernsehserie)
- 1958: Wonderful Things
- 1958: Die letzte Nacht der Titanic (A Night to Remember)
- 1958: Strich durch die Rechnung (The Gun Runners)
- 1958: Sheriff wider Willen (The Sheriff of Fractured Jaw)
- 1959: Tote müssen schweigen (The Man Who Liked Funerals)
- 1959: Rakete 510 (First Man into Space)
- 1959: Armchair Theatre (Fernsehserie, Episode 3x28)
- 1959: Der Bandit von Zhobe (The Bandit of Zhobe)
- 1959: Der Unsichtbare (The Invisible Man) (Fernsehserie, Episode 2x07)
- 1960: Die grüne Minna (Two-Way-Stretch)
- 1960: The Shakedown
- 1960: And the Same to You
- 1960: Zu heiß zum Anfassen (Too Hot to Handle)
- 1960: Rendezvous (Fernsehserie, Episode 1x18)
- 1960: Die Spur führt ins Nichts (The Criminal)
- 1960: Dschungel der 1000 Gefahren (Swiss Family Robinson)
- 1960: Wenn Scotland Yard das wüßte 1 (The Professionals)
- 1961: Sommer der Verfluchten (The Singer Not the Song)
- 1961: Three on a Spree
- 1961: The Long Shadow
- 1961: Information Received
- 1961: Sir Francis Drake (Fernsehserie, Episode 1x19)
- 1961: Gamble for a Throne (Fernsehserie, 2 Episoden)
- 1961: Never Back Losers
- 1961–1962: Edgar Wallace
- 1962: Crosstrap
- 1962: K.I.L. 1
- 1962: Sie lebten wie im Paradies (Nudes of the World)
- 1962: Masters of Venus
- 1962: Die Abenteuer des Kapitän Grant (In Search of the Castaways)
- 1962: Früh übt sich... (On the Beat)
- 1962: Time to Remember
- 1962: The Battleaxe
- 1962: Adam und Eva (That Kind of Girl)
- 1962–1963: Richard Löwenherz (Richard the Lionheart) (Fernsehserie, 3 Episoden)
- 1963: Der Killer wird gekillt (The Girl Hunters)
- 1963: Cleopatra
- 1963: The Man Who Finally Died
- 1963–1969: Simon Templar (Fernsehserie, 7 Episoden, verschiedene Rollen)
- 1964: Zulu
- 1964: Espionage (Fernsehserie, Episode 1x21)
- 1964: Für König und Vaterland (King & Country)
- 1964: Die Rache des Pharao (The Curse of the Mummy's Tomb)
- 1965: Cassidy, der Rebell (Young Cassidy)
- 1965: Freiwild unter heißer Sonne (The High Bright Sun)
- 1965: Heiße Ware – Kalte Füße (The Intelligence Men)
- 1965: Geheimauftrag für John Drake (Danger Man) (Fernsehserie, Episode 1x20)
- 1966: Judith
- 1966: Der Baron (The Baron) (Fernsehserie, Episode 1x11)
- 1966: Arabeske (Arabesque)
- 1966: Der Gentleman-Zinker (Kaleidoscope)
- 1967: The Magnificent Two
- 1967: Ist ja irre – In der Wüste fließt kein Wasser (Follow That Camel)
- 1967: Nummer 6 (The Prisoner) (Fernsehserie, 2 Episoden)
- 1968: Der Mann mit dem Koffer (Man in a Suitcase) (Fernsehserie, 2 Episoden)
- 1968: … unterm Holderbusch (Here We Go Round the Mulberry Bush)
- 1968: Alles unter Kontrolle – keiner blickt durch (Carry On… Up the Khyber, or the British Position in India)
- 1968: Tschitti Tschitti Bäng Bäng (Chitty Chitty Bang Bang)
- 1969: Mit Schirm, Charme und Melone (The Avengers / The New Avengers) (Fernsehserie, Episode 7x21)
- 1969: Ein liebenswertes Freudenhaus (The Best House in London)
- 1969: Die Spur führt nach Soho (The File of the Golden Goose)
- 1969: Department S (Fernsehserie, 3 Episoden, verschiedene Rollen)
- 1969: Die Pechvögel (One More Time)
- 1970: Randall & Hopkirk – Detektei mit Geist (Randall & Hopkirk (Deceased)) (Fernsehserie, Episode 1x19)
- 1970: Partnertausch und Gruppensex (The Wife Swappers)
- 1970: Nicht freigegeben (A Promise of Bed)
- 1971: UFO (Fernsehserie, Episode 1x14)
- 1971: Das vergessene Tal (The Last Valley)
- 1971: Jason King (Fernsehserie, Episode 1x06)
- 1972: Nobody Ordered Love
- 1972: Gene Bradley in geheimer Mission (The Adventurer) (Fernsehserie, Episode 1x07)
- 1972: Die große Liebe der Lady Caroline (Lady Caroline Lamb)
- 1972: Oh, du bist schrecklich (Ooh… you are awful)
- 1973: Der Frosch (Psychomania)
- 1973: Thriller (Fernsehserie, Episode 1x04)
- 1973: The Wide World of Mystery (Fernsehserie, Episode 1x01)
- 1973: Nachts, wenn das Skelett erwacht (The Creeping Flesh)
- 1973: Embryo des Bösen (And Now the Screaming Starts!)
- 1973: Der Mackintosh-Mann (The MacKintosh Man)
- 1974: Das Chaos-Duo (S*P*Y*S)
- 1974: Mach’ weiter, Dick! (Carry On Dick)
- 1975: De Wet's Spoor
- 1976: One Away
- 1977: My Way II
- 1977: Rendezvous mit dem Tod (Golden Rendezvous)
- 1977: Mr. Deathman (Mister Deathman)
- 1977: Slavers – Die Sklavenjäger
- 1979: Die letzte Offensive (Zulu Dawn)
- 1979: Pour tout l'or du Transvaal (Mini-Serie, 4 Episoden)
- 1983: Gefangene des Universums (Prisoners of the Lost Universe)
- 1983: The Riverman (Mini-Serie)
- 1983: Danie Theron (Fernsehfilm)
- 1984: Stoney: The One and Only
- 1984: 1922 (Fernsehserie)
- 1984: Go for the Gold
- 1984: Skoppensboer (Fernsehfilm)
- 1985: The American Connection (Fernsehfilm)
- 1986: Die Mannheim-Sage (Fernsehserie)
- 1987: Gor
- 1987: Traumland Africa (An African Dream)
- 1988: 24 Stunden bis zur Hölle (Skeleton Coast)
- 1988: Insel der schwarzen Witwen (Lethal Woman)
- 1988: Der Geächtete von Gor (Outlaw of Gor)
- 1989: Run Tiger Run (Out on Bail)
- 1989: Desperado 4 – Krieg der Gesetzlosen (Desperado: The Outlaw Wars) (Fernsehfilm)
- 1990: The Old Brigade (Fernsehfilm)
- 1990: Burndown
- 1995: The Mangler

### Stunts
- 1950: Waterfront
- 1951: Des Königs Admiral (Captain Horatio Hornblower)
- 1958: Die letzte Nacht der Titanic (A Night to Remember)
- 1960: Exodus
- 1962: Lawrence von Arabien (Lawrence of Arabia)
- 1963: Cleopatra
- 1964: Zulu
- 1965: Geheimnis im blauen Schloß (Ten Little Indians)
- 1971: Das vergessene Tal (The Last Valley)
- 1971: Entführt (Kidnapped)
- 1976: Brüll den Teufel an (Shout at the Devil)
- 1979: Die letzte Offensive (Zulu Dawn)